# Чинови Војске Румуније
Чинови Војске Румуније представљају војну хијерархију у Војсци Румуније. У Војсци Румуније чинови се деле на: официре, маиштри, подофицири и војници.

## Копнена војска Румуније

##### Официри
На крагнама официрских униформи од генерала до генерала бригаде, налази се овакав амблем → 
| Слика | Чин                |
| ----- | ------------------ |
|       | General            |
|       | General-locotenent |
|       | General-maior      |
|       | General de brigadă |
|       | Colonel            |
|       | Locotenent-colonel |
|       | Maior              |
|       | Căpitan            |
|       | Locotenent         |
|       | Locotenent         |

##### Маиштри
| Слика | Чин                       |
| ----- | ------------------------- |
|       | Maistru militar principal |
|       | Maistru militar clasa I   |
|       | Maistru militar clasa II  |
|       | Maistru militar clasa III |
|       | Maistru militar clasa IV  |
|       | Maistru militar clasa V   |

##### Подоофицири
| Слика | Чин                          |
| ----- | ---------------------------- |
|       | Plutonier principal adjutant |
|       | Plutonier adjutant           |
|       | Plutonier-major              |
|       | Plutonier                    |
|       | Sergent-major                |
|       | Sergent                      |
|       | Caporal clasa I              |
|       | Caporal clasa II             |
|       | Caporal clasa III            |
|       | Fruntaş                      |

##### Војници
| Слика | Чин    |
| ----- | ------ |
|       | Soldat |